# Ana María Simo
Ana María Simo (Cienfuegos, 1943) es una dramaturga, ensayista y novelista cubana.

## Biografía
Nació en Cienfuegos, Cuba, fue educada en Francia. Escribe y publica sus obras en inglés. Ha colaborado con artistas experimentales como la compositora Zeena Parkins, la coreógrafa Stephanie Skura y los cineastas Ela Troyano y Abigail Child.
También ha realizado importantes contribuciones como activista lesbiana, cofundadora de proyectos como el Medusa's Revenge, el primer teatro lésbico de Nueva York, el grupo de acción directa The Lesbian Avengers, Dyke TV y la revista on-line The Gully .

## Trayectoria

### Literaria
Ana María Simo tenía 15 años cuando comenzó a trabajar como periodista en La Habana postrevolucionaria, donde se publicó su primer libro: Las fábulas, una colección de cuentos. El libro fue publicado por Ediciones El Puente, un proyecto literario y editorial (1961 a 1965) que Simo codirigió, junto a su fundador, el poeta José Mario Rodríguez.
Simo emigró primero a París, donde asistió al seminario de Roland Barthes y estudió sociología y lingüística en la Universidad de París VIII-Vincennes (1968-1972). A mediados de la década de 1970 se instaló en Nueva York, donde comenzó su carrera como escritora en lengua inglesa. Su asociación con el taller de teatro de la dramaturga/directora María Irene Fornés a lo largo de la década de 1980 fue fundamental en su desarrollo como escritora.
Algunas de sus obras más notables incluyen su obra de 1990 "Going to New England" producida en el teatro INTAR. Shizo utephen Holden, del New York Times, hizo una crítica mixta a la producción, pero también escribió que la obra en sí tuvo éxito como "un estudio sobre la claustrofobia física y emocional" que examina las tradiciones del machismo latinoamericano, los valores católicos y los tabúes eróticos.
"The Bad Play" de Simo, es una colaboración de danza y teatro de 1991 con la coreógrafa Stephanie Skura, también reseñada en The New York Times, donde fue descrita como "una parodia muy amplia y divertida" de la telenovela hispana con médicos mujeriegos y suegras cascarrabias.
Su cortometraje de 1989, Cómo matarla, con Ela Troyano, se estrenó en el Festival de Cine Experimental Lésbico y Gay y más tarde ganó el primer premio en el Festival de Cine y Video Latino.
El trabajo de Simo se ha producido principalmente en la ciudad de Nueva York en lugares como PS 122, Theatre for the New City, INTAR Hispanic American Arts Center, el Festival Latino del Festival Shakespeare de Nueva York, Duo Theatre y WOW Café.
Simo volvió a la ficción con su primera novela, Heartland, publicada por Restless Books en 2018 después de ser finalista de su Premio a la Nueva Escritura Inmigrante. Heartland refleja las preocupaciones de Simo por la raza, la inmigración, el sexo y la carga del pasado con una inquietante mezcla de noir, irreverencia e hiperrealismo ya presentes en otras de sus obras. Fue finalista de los Premios Triangle Lit Awards 2019 para el premio Edmund White por su debut en ficción.

### Activista
Simo emigró a París a tiempo para participar en la revolución estudiantil de mayo de 1968. Poco después, participó por primera vez en grupos activistas de mujeres y lesbianas/gays, como las Gouines Rouges (Tortilleras Rojas), MLF (Movimiento de Liberación de Mujeres) y FHAR (Frente Homosexual de Acción Revolucionaria).

En 1976, en Nueva York, cofundó el teatro lésbico Medusa's Revenge con la actriz y directora Magaly Alabau. En su libro Stagestruck: Theatre, AIDS, and the Marketing of Gay America, Sarah Schulman escribe:
"Es difícil encontrar contenido lésbico primario en el escenario de una escritora no cerrada antes de 'Fefu and Her Friends' de María Irene Fornés en 1977. O tal vez fue "Harry Outside" de Corinne Jacker en Circle Repertory Company en 1975. Pero, aunque cada una fue sellada con un beso apasionado, ambas obras contenían su contenido lésbico en subtramas. El contenido lésbico fue primordial en el escenario de Medusa's Revenge en 10 Bleecker Street, el primer teatro del mundo dispuesto a producir nuestro trabajo".
En 1992, Simo cofundó el grupo de acción directa The Lesbian Avengers con las activistas lesbianas Maxine Wolfe, Anne-Christine d'Adesky, Sarah Schulman, Marie Honan y Anne Maguire. El único enfoque declarado del grupo original: "Visibilidad y supervivencia lesbiana". The Lesbian Avengers inspiró capítulos en todo el mundo. Uno de sus logros a largo plazo es la Dyke March anual en la ciudad de Nueva York.
Poco después, junto con la productora de video Mary Patierno y la directora de teatro Linda Chapman, creó Dyke TV. El programa de televisión de media hora producido por lesbianas para lesbianas se transmitió en la televisión pública en los Estados Unidos durante más de una década. Incluía una combinación de noticias, comentarios políticos, artes, salud y deportes.[cita requerida]
Simo también cofundó la revista en línea The Gully (2000-2006) con la escritora y activista Kelly Cogswell, "para fomentar el activismo y redefinir y expandir los temas gay". Ofrecía visiones queer de noticias internacionales, política estadounidense, activismo, raza, clase, temas LGBT e incluía una edición en español.

## Trabajos seleccionados

### Obras
- Heartland (2018). Restless Books.

### Teatro
- Exiles, INTAR, NYC, 1982
- Pickaxe, WOW Theater, NYC, 1986
- What Do You See?, Theater for the New City, NYC, 1986
- Alma, INTAR, NYC, 1988
- Penguins, East 4th St. Theater, NYC 1989
- Going to New England, INTAR, NYC, 1990, Directed by Irene Fornes
- The Bad Play (Dance-theater piece, Choreography: Stephanie Skura) PS 122, NYC 1991; Bessie Schonberg Theatre, NYC, 1991; Walker Arts Center, Minneapolis, 1992.
- Ted and Edna (staged reading), La Mama, ETC, NYC 1990; New Dramatists, NYC 1993
- The Opium War (staged reading) New Dramatists, NYC 1990 and 1995; (workshop production) INTAR, NYC 1991, directed by Linda Chapman and Ana María Simo, Music composed by Zeena Parkins; New York Theatre Workshop, NYC,1996. Music-theatre piece. Music composed and directed by Zeena Parkins.
- Without Qualities (staged reading), New Dramatists, NYC, 1996

### Radio, audio, cine.
- The Table of Liquid Measures (radio play), National Public Radio, Radio Stage. Producer: Sarah Montague, 1995
- The Opium War: A 71-minute piece with music composed and directed by Zeena Parkins,  Roulette/Einstein, (EIN-010/CD), 1999
- How to Kill Her, short film with Ela Troyano, 1989

### Novela corta, antologías
- Dolan, Jill; Hughes, Holly; Tropicana, Carmelita (Eds). (2015). Memories of the Revolution: The First Ten Years of the WOW Café Theater. University of Michigan Press.
- Cooper, Dennis (Ed.). (1992). Discontents: New Queer Writers. Amethyst Press.
- Scholder, Amy, Silverberg, Ira (Eds.). (1991) High Risk: An Anthology of Forbidden Writings. Plume.
- Hasson, Liliane (Ed, Transl.). (1985). Cuba: nouvelles et contes d'aujourd'hui. Éditions L'Harmattan, (France).
- Cohen, John Michael (Ed.). (1967). Writers in the New Cuba: An Anthology. Penguin.
- Simo, Ana María. Las fábulas, Ediciones El Puente. (collection short stories)

### Artículos, monografías
- Simo, Ana María. Infernal Twins. Censorship as Social Death and What To Do About It pdf. Out/Look National Lesbian & Gay Quarterly, issue 13, summer 1991.
- Simo, Ana María. Lydia Cabrera: An Intimate Portrait. New York: Intar Latín American Gallery, 1988.
- Simo, Ana María and García Ramos, Reinaldo. "Hablemos claro." Mariel: Revista de Literatura y Arte 2.5 (1984): 9-10.

### Teatro queer/latino
- Caulfield, Carlota and Davis, Darién J. (Eds.). (2007). A Companion to Us Latino Literatures. Tamesis Books.
- Gale, Maggie Barbara and Gardner, Vivien. (Eds.). (2004). Auto/biography and Identity: Women, Theatre, and Performance. Manchester University Press.
- Solomon, Alisa and Minwalla, Framji (Eds.). (2002). The Queerest Art: Essays on Lesbian and Gay Theater. New York University Press.
- Arrizón, Alica and Manzor, Lillian. (Eds.). (2000). Latinas on Stage: Practice and Theory. Third Woman Press.
- Sandoval-Sánchez, Alberto. (1999). José, Can You See?: Latinos on and Off Broadway. University of Wisconsin Press.
- Schulman, Sarah. (1998). Stagestruck: Theater, AIDS, and the Marketing of Gay America. Duke University Press.
- Peterson, Jane T. and Bennett, Suzanne. (1997). Women Playwrights of Diversity: A Bio-Bibliographical Sourcebook. Greenwood Publishing Group.
- Noriega, Chon A. and López, Ana M. (1996). The Ethnic Eye: Latino Media Arts. University of Minnesota Press.

### Cuba
- Howe, Linda S. (2004). Transgression and Conformity: Cuban Writers and Artists After the Revolution. University of Wisconsin Press.
- Bejel, Emilio. (2001). Gay Cuban Nation. University Of Chicago Press.
- Quiroga, José. (2000). Tropics of Desire: Interventions from Queer Latino America. New York University Press
- Yáñez, Mirta, Cluster, Dick and Schuster, Cindy. (1998). Cubana: Contemporary Fiction by Cuban Women. Beacon Press
- Davies, Catherine. (1997). A Place in the Sun?: Women Writers in Twentieth-Century Cuba. Zed Books.
- Balderston, Daniel and Guy, Donna J. (1997). Sex and Sexuality in Latin America: An Interdisciplinary Reader. New York University Press.
- Lumsden, Ian. (1996). Machos, Maricones, and Gays: Cuba and Homosexuality. Temple University Press.
- Behar, Ruth. (1995). Bridges to Cuba: Puentes a Cuba. University of Míchigan Press.
- Reed, Roger. (1991). The Cultural Revolution in Cuba. Latín American Round Table.
- "Interview with Ana María Simo." Daniels, Ian. Torch (New York). 15 December 1984, 14 January 1985.